# 志多羅神上洛事件
志多羅神上洛事件（したらしんじょうらくじけん、したらがみじょうらくじけん）は、天慶8年（945年）7月に発生した志多羅神の入京とそれに伴う騒動である。託宣により、志多羅神と総称された神々が熱狂した群衆に囲まれながら村々を移り巡り、最終的に石清水八幡宮へ動座した。事件のまとまった記録は『本朝世紀』などに見られる。日本の古代から中世への過渡期における農村の状況や庶民の信仰を伝える事件とされる。

## 事件の動向
志多羅神は志多良神、設楽神とも書かれ、当時の新興の神であった。主に西国の民間で勢威があったとされる。天慶8年7月に入京した際には、道中で村から村へと移座しており（神送り）、疫神とも考えられている。
事件の経過は、『本朝世紀』が記録した摂津国国司や石清水八幡宮からの解文によって知ることができる。同記によれば、天慶8年7月、既に京では東西の国から神々が入京するという風評が流れていた。その神々は「志多良神」、「小藺笠神」、「八面神」などと噂された。7月28日には、摂津国国司からの報告があった。国司の報告によれば7月25日、「志多良神」と号した神輿三基が摂津国河辺郡方面から数百人に担がれ豊島郡に入った。群衆は鼓を撃ちつつ歌舞を行いながら行列をなしていたという。同郡に到着後、「道俗男女貴賤老少」の人々はさらに集まり、朝から翌明け方まで歌舞を続け、島下郡へ出発した。捧げられた供えの雑物などは数え切れないほどあったという。
さらに神輿は六基に増え、8月1日には山崎郷を経て石清水八幡宮に移った。これは、神に憑かれた女子が「吾は早く石清水宮に参らん」と託宣を述べたためであり、託宣を受け周辺の郷から上下貴賤を問わず人々が集まり移座を行った。石清水八幡宮からの報告によると、神輿のひとつは「宇佐宮八幡大菩薩御社」と号し、神輿を囲む人々の数は「数千万人」にも及んだとされる。群衆は幣帛を捧げ、歌舞を行い神輿の前後を囲んでいた。このように大勢の人々が参加した騒動であるが、八幡宮移座後の運動の動静については明らかではない。なお、『宮寺縁事抄』という鎌倉時代の史料によれば、志多羅神は石清水八幡宮の末社になったという。

## 事件の性格
当事件は民間信仰神による多くの民衆を巻き込んだ宗教的な騒動であり、なおかつ古代の農耕やそれに関わる芸能、および童謡（わざうた）を今日まで伝えるものとしても注目される。また、群衆がうたった童謡の内容は、農村の富豪層や中世農村の始まりを示唆させるものとして注目されている。
事件の過程で八幡大菩薩が登場したように、八幡信仰との関りも深いとされる。氏族や地域的共同体の神、国家の宗廟としての八幡神が、広く民衆へ繋がりを持ち信仰されたことは、それまでの限られた範囲で信仰された古代信仰から新たな神祇信仰が登場してきたことを示すものと考えられている。

## 志多羅神
喜田貞吉は、神名について梵語での経文が修多羅（すたら）と呼ばれたことから転じたのではないかと推測している。また、喜田は伊勢内宮年中行事にある志多良撃ち（手を叩いて謳歌したという）や手を叩いて遊ぶ抃遊（したらあそび）との関係を指摘した。柴田實も神名は群衆が手を叩き歌舞したことにちなんで名付けられたと指摘した。こうした「したら（しだら）」と関係した芸能や農耕儀礼は天慶8年以前から諸国にみられ、そのうち九州で地方神と合わさったものが志多羅神になったと考えられている。
そのほか小藺笠神、八面神といった神名も歌舞との関連を示し、このような名前は当時の新興した神に付けられたとされる。さらに両神名は、干天や降雨につながる自然神との関係も指摘されている。これら上洛した神々の中心は、神輿のひとつにあった宇佐八幡大菩薩と考えられ、志多羅神による託宣の折にも八幡神が名乗られたとされる。志多羅神の上洛には、複数の神名が登場しており、志多羅神自体は、特定の神を指した名称というよりは、群衆と共に上洛した神々の総称ではないかと考えられている。
なお、長和２年(1013年)にも設楽神の上洛があった（『百錬抄』など）。この時は「鎮西」から上洛した。

## 童謡
『本朝世紀』には群衆が歌舞した六種の童謡（わざうた）が記録されている。
月は笠着る、八幡種蒔く、伊佐我等は荒田開かむ
志多良打てと神は宣まふ、打つ我等が命千歳したらめ
早河は酒盛は、其酒富る始めぞ
志多良打は、牛はわききぬ、鞍打敷け佐米負せむ
　　反歌
朝より蔭は蔭れど雨やは降る、佐米こそ降れ
富はゆすみきぬ、富は鏁懸けゆすみきぬ、宅儲けよ煙儲けよ、さて我等は千年栄て（む）—『本朝世紀』天慶8年8月3日条
柴田實は各首の意味を検討し、童謡は飢饉下における民衆による世直しをうたったものだとした。その一方で戸田芳美は、群衆を構成した「富豪之輩」に着目し、童謡が当時農村の開発を進めた富豪層等（大名田堵）の直面する課題と、その課題を乗り越えようとした自信や意欲をうたったものと評価した。また、黒田日出男は九州や東海地方に伝わる田遊びの歌詞に、志多羅神の童謡と同じような歌詞があることから、農村の田遊びとの関係を指摘している。そのほか、古代において童謡は諷刺歌としての性格を持っており、そのため志多羅神上洛の童謡も諷刺歌謡の系譜にあるとされる。